# Список ботаников-систематиков/P

Список начинающихся на букву P обозначений имён ботаников, которые используются при цитировании научных (латинских) биноминальных названий растений.
Международный кодекс ботанической номенклатуры (МКБН) рекомендует в публикациях на ботанические темы, особенно если они касаются таксономии и номенклатуры, указывать авторов названий таксонов. Указание авторов названий таксонов следует выполнять в соответствии с правилами и советами, приведёнными в МКБН. В частности, в МКБН дана рекомендация использовать при цитировании авторов таксонов опубликованную в 1992 году книгу Браммита и Пауэлл Authors of plant names с уточнениями и дополнениями, соответствующими сведениям из баз данных International Plant Names Index и Index Fungorum.
Список обозначений содержит:
- стандартную форму обозначения,
- имя на русском языке (если известно),
- имя на родном языке персоны (или на английском),
- год рождения или годы жизни; в некоторых случаях дан год первой публикации (пометка fl.), в которой использовано данное обозначение.

## Разделы списка —Pa,Pe,Pf,Po,Pr
- P.A.Smirn. — Смирнов, Павел Александрович (биолог) (1896—1980)
- P.B.Kenn. — Patrick Beveridge Kennedy, 1874—1930[1]
- P.Beauv. — Пализо де Бовуа, Амбруаз Мари Франсуа Жозеф (фр. Ambroise Marie François Joseph Palisot de Beauvois, 1755—1820)[2]
- P.Browne — Броун, Патрик (англ. Patrick Browne, 1720—1790)[3]
- P.C.de Jong — Piet C. de Jong, fl. 1976
- P.C.S.Kumar — P. C. Suresh Kumar, fl. 2001
- P.D.Orton — Ортон, Питер Дарбишир (англ. Peter Darbishire Orton, 1916—2005)
- P.E.Berry — Paul Edward Berry, 1952—
- P.F.Hunt — Peter Francis Hunt, 1936—
- P.G.Gaertn. — Гертнер, Готфрид (нем. Philipp Gottfried Gaertner, 1754—1825)[4]
- P.Gaertn. — Гертнер, Готфрид (нем. Philipp Gottfried Gaertner, 1754—1825)[4]
- P.H.Raven — Рейвен, Питер (англ. Peter Hamilton Raven, 1936—)
- P.H.Weston — Уэстон, Питер Хенри (англ. Peter Henry Weston, 1956—)
- P.J.Bergius — Бергиус, Петер Йонас (исп. Peter Jonas Bergius, 1730—1790)
- P.J.Braun — Браун, Пьер Йозеф (нем. Pierre Josef Braun)
- P.J.Cribb — Крибб, Филипп Джеймс (англ. Phillip James Cribb, 1946—)
- P.K.Hsiao — Xiao Pei-Gen (Hsiao Pei-Ken), 1931—[5]
- P.Karst. — Карстен, Петер Адольф (фин. Petter Adolf Karsten, 1834—1917)
- P.Kumm. — Куммер, Пауль (нем. Paul Kummer, 1834—1912)
- P.Lawson — Peter Lawson, —1820
- P.Micheli — Микели, Пьер Антонио (итал. Pier Antonio Micheli, 1679—1737)[6]
- P.N.Fraser — Patrick Neill Fraser, 1830—1905
- P.O.Karis — Per Ola Karis, 1955—
- P.Renault — Pierre Antoine Renault[фр.], 1750—1835
- P.Royen — de:Pieter van Royen, 1923—2002
- P.S.Green — Грин, Питер Шоу (англ. Peter Shaw Green, 1920—2009)
- P.S.Short — Philip Sydney Short, 1955—
- P.Selby — Селби, Прайдокс Джон (англ. Prideaux John Selby, 1788—1867)
- P.Silva — António Rodrigo Pinto da Silva, 1912—1992
- P.Wilson — Уилсон, Перси (англ. Percy Wilson, 1879—1944)

### Pa
- Pabst — Пабст, Гиду Фредерику Жуан (порт. Guido Frederico João Pabst, 1914—1980)
- Pachom. — Пахомова, М. Г. (1925—)
- Pacz. — Пачоский, Иосиф Конрадович (пол. Józef (Jyzef) Konrad Paczoski, 1864—1942)
- Paine — Пейн, Джон Олсоп (es:John Alsop Paine, 1840—1912)
- Pak — Jae Hong Pak, fl. 1992
- Palacký — Johann Baptiste (Jan) Palacký, 1830—1908[7]
- Palib. — Палибин, Иван Владимирович (1872—1949)
- Pall. — Паллас, Петер Симон (нем. Peter Simon Pallas, 1741—1811)
- Palla — Палла, Эдуард (нем. Eduard Palla, 1864—1922)
- Palmer — Палмер, Эдвард (ботаник) (en:Edward Palmer (botanist), 1831—1911)
- Palmgr. — Палмгрен, Алвар (фин. Alvar Palmgren, 1880—1960)
- Pamp. — Пампанини, Ренато (итал. Renato Pampanini, 1875—1949)
- Pančić — Панчич, Йосиф (серб. Јосиф Панчић, 1814—1888)
- Pancher — Панше, Жан Арман Изидор (фр. Jean Armand Isidore Pancher, 1814—1877)
- Pangalo — Пангало, Константин Иванович (1883—1965)
- Pant. — Панточек, Йожеф (венг. Jószef Pantocsek, 1846—1916)
- Pantl. — Пэнтлинг, Роберт (англ. Robert Pantling, 1856—1910)
- Panz. — Панцер, Георг Вольфганг Франц (нем. Georg Wolfgang Franz Panzer, 1755—1829)
- Papini — Alessio Papini, 1964—
- Pappe — Паппе, Карл Вильгельм Людвиг (нем. Karl Wilhelm Ludwig Pappe, 1803—1862)
- Parl. — Парлаторе, Филиппо (итал. Filippo Parlatore, 1816—1877)
- Parry — Пэрри, Чарльз Кристофер (англ. Charles Christopher Parry, 1823—1890)
- Parsa — Парса, Ахмад (англ. Ahmad Parsa, 1907—1997)
- Pascher — Пашер, Адольф (нем. Adolf Pascher, 1881—1945)
- Pasq. — Паскуале, Джузеппе Антонио (итал. Giuseppe Antonio Pasquale, 1820—1893)
- Pat. — Патуйяр, Нарсис Теофиль (фр. Narcisse Théophile Patouillard, 1854—1926)
- Paterson — Патерсон, Уильям (путешественник) (англ. William Paterson, 1755—1810)
- Patrin — Патрин, Эжен Луи Мельхиор (фр. Eugène Louis Melchior Patrin, 1742—1815)[8]
- Pau — Пау, Карлес (исп. Carlos Pau, 1857—1937)
- Paul G.Wilson — Уилсон, Пол Грэм (англ. Paul Graham Wilson, 1928—)[9]
- Pav. — Павон, Хосе (исп. José Antonio Pavón, 1754—1844)
- Pavlov — Павлов, Николай Васильевич (ботаник) (1893—1971)[10]
- Pax — Пакс, Фердинанд Албин (нем. Ferdinand Albin Pax, 1858—1942)
- Paxton — Пэкстон, Джозеф (англ. Joseph Paxton, 1803—1865)[11]

### Pe
- Peattie — en:Donald C. Peattie, 1898—1964
- Peck — Пек, Чарльз Хортон (англ. Charles Horton Peck, 1833—1917)
- Pedley — Педли, Лесли (англ. Leslie Pedley, 1930—)
- Pegler — David Norman Pegler, 1938—
- Pellegr. — Пеллегрин, Франсуа (фр. François Pellegrin, 1881—1965)
- Pellet. — Пеллетье, Пьер Жозеф (фр. Pierre Joseph Pelletier, 1788—1842)
- Pennell — Пеннелл, Фрэнсис Уиттиер (англ. Francis Whittier Pennell, 1886—1952)[12]
- Percival — Персиваль, Джон (англ. John Percival, 1863—1949)
- Pérez de la Rosa — Jorge A. Pérez de la Rosa, 1955—
- Perfil. — Перфильев, Иван Александрович (1882—1942)
- Perleb — Перлеб, Карл Юлиус (нем. Karl Julius Perleb, 1794—1845)
- Perr. — Перротте, Жорж Самюэль (фр. George Samuel Perrottet, 1793—1870)
- Pers. — Персон, Христиан Генрих (нем. Christiaan Hendrik Persoon, 1761—1836)
- Peschkova — Пешкова, Галина Александровна (1930—2018)
- Pescott — Пескотт, Эдвард Эдгар (англ. Edward Edgar Pescott, 1872—1954)
- Petagna — Петанья, Винченцо (итал. Vincenzo Petagna, 1734—1810)
- Peter — Петер, Густав Альберт (wikispecies:Albert Peter, 1853—1937)
- Peterm. — Петерман, Вильгельм Людвиг (нем. Wilhelm Ludwig Petermann, 1806—1855)
- Petitm. — Marcel Georges Charles Petitmengin, 1881—1908
- Petr. — Петрак, Франц (нем. Franz Petrak, 1886—1973)[13]
- Petrov — Петров, Всеволод Алексеевич (1896—1955)
- Petrovič — Петрович, Сава (серб. Сава Петровић, 1838—1899)
- Petunn. — Петунников, Алексей Николаевич (1842—1918)
- Peyr. — Johann Joseph Peyritsch, 1835—1889

### Pf
- Pfeff. — Пфеффер, Вильгельм (нем. Wilhelm Friedrich Philipp Pfeffer, 1845—1920)
- Pfeiff. — Пфайффер, Людвиг (de:Ludwig Georg Karl Pfeiffer, 1805—1877)
- Pfister — wikispecies:Donald H. Pfister, 1945—
- Pfitzer — Пфицер, Эрнст (нем. Ernst Hugo Heinrich Pfitzer, 1846—1906)[14]
- Phil. — Филиппи, Рудольф Амандус (нем. Rodolfo Amando Philippi, 1808—1904)[15]
- Philipson — William Raymond Philipson[исп.], 1911—1997
- Phillips — Филлипс, Генри (ботаник) (англ. Henry Phillips, 1779—1840)
- Phipps — Фиппс, Константин Джон (англ. Constantine Phipps, 2nd Baron Mulgrave, 1744—1792)
- Piearce — Graham D. Piearce, fl. 1980
- Pic.Serm. — Пики Сермолли, Родольфо Эмильо Джузеппе (итал. Rodolfo Emilio Giuseppe Pichi-Sermolli, 1912—2005)
- Pichon — Пишон, Марсель (фр. Marcel Pichon, 1921—1954)
- Pickett — Пикетт, Фермен Лейтон (англ. Fermen Layton Pickett, 1881—1940)
- Pierre — Пьер, Жан Батист Луи (фр. Jean Baptiste Louis Pierre, 1833—1905)
- Pigott — Christopher Donald Pigott, 1928—
- Pilg. — Пильгер, Роберт Кнуд Фридрих (нем. Robert Knud Friedrich Pilger, 1876—1953)[16]
- Pillans — Пиллэнс, Невилл Стюарт (англ. Neville Stuart Pillans, 1884—1964)[17]
- Piller — Пиллер, Матиас (Matthias Piller, 1733-1788)
- Pimenov — Пименов, Михаил Георгиевич (1937—)
- Piper — Пипер, Чарльз Ванкувер (en:Charles Piper, 1867—1926)
- Pippen — Richard W. Pippen, 1935—
- Pires — João Murça Pires, 1916—1994
- Pittier — Питтье, Анри Франсуа (фр. Henri François Pittier, 1857—1950)
- Playfair — George Israel Playfair, 1871—1922
- Planch. — Планшон, Жюль Эмиль (фр. Jules Émile Planchon, 1823—1888)
- Plowman — de:Timothy Plowman, 1944—1989
- Plum. — Плюмье, Шарль (фр. Charles Plumier, 1646—1704)[6]

### Po
- Pobed. — Победимова, Евгения Георгиевна (1898—1973)
- Pocock — Покок, Мэри Агард (англ. Mary Agard Pocock, 1886—1977)
- Podlech — es:Dieter Podlech, 1931—
- Podp. — Подпера, Йозеф (es:Josef Podpera, 1878—1954)
- Poelln. — Пёлльниц, Карл фон (нем. Karl von Poellnitz, 1896—1945)
- Poepp. — Пёпиг, Фридрих Эдуард (нем. Eduard Friedrich Poeppig, 1798—1868)
- Pohl — Поль, Иоганн Баптист Эмануэль (de:Johann Baptist Emanuel Pohl, 1782—1834)
- Pohle — Поле, Рихард Рихардович (нем. Christian Nikolai Richard Pohle, 1869—1926)
- Poggenb. — Поггенберг, Юстус Фердинанд (англ. Justus Ferdinand Poggenburg, 1840—1893)
- Poir. — Пуаре, Жан-Луи Мари (фр. Jean-Louis Marie Poiret, 1755—1834)
- Poit. — Пуато, Пьер Антуан (фр. Pierre Antoine Poiteau, 1766—1854)
- Poivre — Пуавр, Пьер (фр. Pierre Poivre, 1719—1786)
- Pojark. — Пояркова, Антонина Ивановна (1897—1980)
- Polozhij — Положий, Антонина Васильевна (1917—2003)
- Poljakov — Поляков, Пётр Петрович (1902—1974)
- Pollard — Поллард, Чарльз Луис (Charles Louis Pollard, 1872—1945)
- Pollock — James Barklay Pollock, 1863—1934
- Polunin — Nicholas Vladimir Polunin, 1909—1997
- Pomel — Помель, Огюст Николя (фр. Auguste Nicolas Pomel, 1821—1898)
- Ponted. — Понтедера, Джулио (итал. Giulio Pontedera, 1688—1757)[18]
- Popov — Попов, Михаил Григорьевич (1893—1955)
- Porter — Портер, Томас Конрад (англ. Thomas Conrad Porter, 1822—1901)
- Posada-Ar. — Andres Posada-Arango, 1859—1923
- Poselg. — Посельгер, Генрих (нем. Heinrich Poselger, 1818—1883)
- Postels — Постельс, Александр Филиппович (1801—1871)
- Potanin — Потанин, Григорий Николаевич (1835—1920)
- Pourr. — Пурре, Пьер Андре (фр. Pierre André Pourret, 1754—1818)
- Pouzar — Поузар, Зденек (чеш. Zdeněk Pouzar, 1938—)[19]
- Pozdeeva — Поздеева, Н. Г., 1913—

### Pr
- Praeger — Прегер, Роберт Ллойд (en:Robert Lloyd Praeger, 1865—1953)
- Prain — Прэйн, Дэвид (англ. David Prain, 1857—1944)
- Prance — Пранс, Гиллиан (англ. Ghillean Prance, 1937—)
- Prantl — Прантль, Карл Антон Ойген (нем. Carl Prantl, 1849—1893)
- Pringsh. — Прингсхайм, Натанаель (нем. Nathanael Pringsheim, 1823—1894)
- Pritz. — Прицель, Георг Август (нем. George August Pritzel, 1815—1874)
- Progel — August Progel, 1829—1889
- Prokh. — Проханов, Ярослав Иванович (1902—1964)
- Prokudin — Прокудин, Юрий Николаевич (1911—1992)
- Prosk. — Проскауер, Иоганнес Макс (нем. Johannes Max Proskauer, 1923—1970)
- Puff — Пуфф, Кристиан (нем. Christian Puff, 1949—)
- Pugsley — Пагсли, Герберт Уильям (англ. Herbert William Pugsley, 1868—1947)[20]
- Pulle — Пулле, Август Адриан (нидерл. August Adriaan Pulle, 1878—1955)
- Pupulin — Пупулин, Франко (итал. Franco Pupulin, 1960—)
- Purdy — Парди, Карлтон Элмер (англ. Carlton Elmer Purdy, 1861—1945)
- Purk. — Пуркине, Эмануэль фон (чеш. Emanuel von Purkyně, 1832—1882)
- Pursh — Пурш, Фредерик Трауготт (нем. Frederick Traugott Pursh, 1774—1820)
- Pyck — Nancy Pyck, fl. 1998

### Комментарии
1. ↑  В советское время применяли сокращение Kenn., которое теперь указывает на учёного George Golding Kennedy, 1841—1918
2. ↑  Другой вариант сокращения: Beauv.
3. ↑  Ранее использовалось сокращение: P.Br.
4. 1 2  Устаревшее сокращение, сейчас применяется сокращение G.Gaertn.
5. ↑  Часто используется обозначение: P.G.Xiao
6. 1 2  Долиннеевский ботаник. Названия, опубликованные им до 1 мая 1753 года, не считаются действительно опубликованными с точки зрения Международного кодекса ботанической номенклатуры, в связи с чем в современной научной литературе это обозначение практически не встречается.
7. ↑  Встречается также сокращение: J.B.Palacký
8. ↑  Встречается также сокращение: Patr.
9. ↑  Иногда используют сокращение: P.Wils.
10. ↑  В советское время применяли сокращение: N.Pavl.
11. ↑  Ранее применяли сокращение: Paxt.
12. ↑  Ранее использовалось сокращение: Penn.
13. ↑  Встречается также обозначение: Petrak
14. ↑  Иногда используют обозначение: Pfitz.
15. ↑  Ранее использовалось сокращение: Philippi
16. ↑  Встречается также сокращение: Pilger
17. ↑  Встречается также сокращение: Pill.
18. ↑  Ранее применяли сокращение: Pont.
19. ↑  Иногда применяют сокращение: Pouz.
20. ↑  Ранее использовалось сокращение: Pugsl.